# ملعب نادي الإمارات للغولف

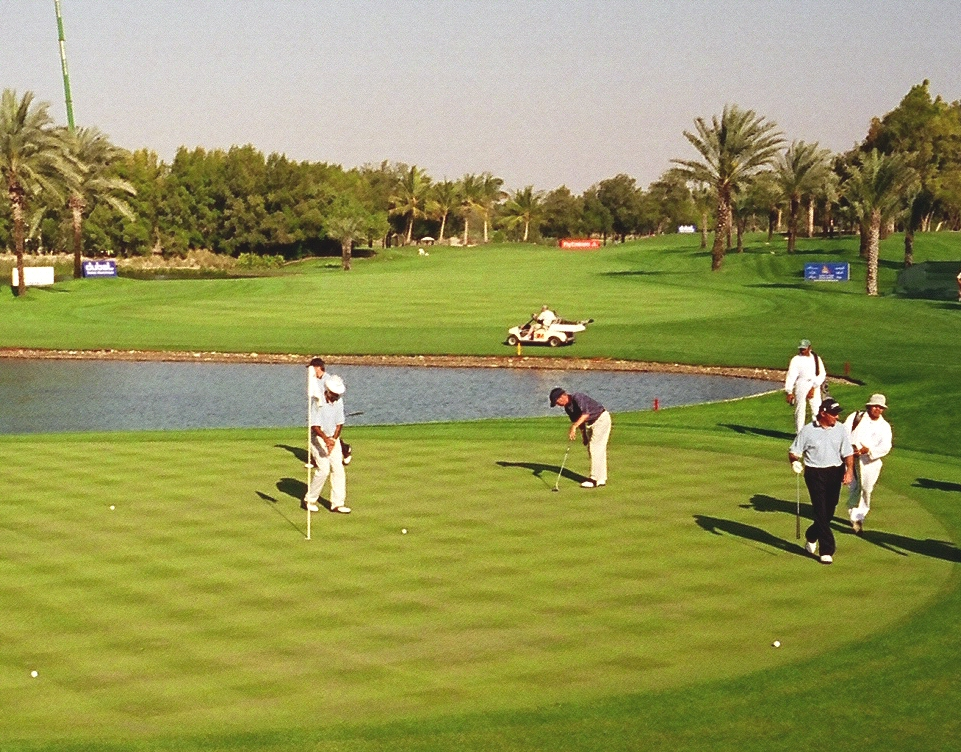
نادي الإمارات للغولف عام 2001

ملعب نادي الإمارات للغولف، يقع في الثنية الثالثة، دبي، الإمارات العربية المتحدة، وهو ملعب غولف مكون من 36 حفرة. بنى في عام 1988، وصمم النادي والمرافق من قبل المهندس المعماري في دبي BSBG (مجموعة بروير سميث بروير)، وهو أول ملعب عشبي للغولف في الشرق الأوسط.

## تاريخ
جاءت فكرة إنشاء ملعب جولف معشب بالكامل في دبي من قبل رجل الأعمال الأمريكي لاري تريناري ورجل الأعمال البريطاني جورج أتكينسون، وكلاهما يعيش في دبي بدوام كامل. قدم التصميم الفعلي لملعب الجولف من قبل تريناري صديقي المهندس المعماري الأمريكي كارل ليتن، المقيم في بوكا راتون، فلوريدا. كانت زيارة ليتن الأولى إلى دبي هي تقييم وتصميم مسار للعقار المحيط بفندق شاطئ جبل علي الواقع جنوب دبي. كان مالك الفندق، أحمد بكر، حريصًا على تطوير المشروع لكنه كان بحاجة إلى إذن من حاكم دبي آنذاك، صاحب السمو الشيخ راشد بن سعيد آل مكتوم، الذي بدا مؤيدًا للمضي قدمًا في المشروع. مرض الشيخ راشد ولم يتمكن قط من تقديم دعمه القانوني للاستخدام المحدد للأرض. ومع رحيل الشيخ راشد، ظلت فكرة إنشاء ملعب لبطولات الجولف في الشرق الأوسط مجرد حلم. وبعد سنوات قليلة، قدم المشروع، إلى جانب تصميم ليتن آخر، والذي كان أقرب بكثير إلى المدينة، إلى الابن الثالث للشيخ راشد، صاحب السمو الشيخ محمد بن راشد آل مكتوم، من قبل ستيفن تروتش، مهندس البناء للشيخ محمد. وخلال رحلة صيد إلى باكستان، ناقش الشيخ محمد فكرة إنشاء ملعب عشبي للجولف مع مضيفه الرئيس ضياء الحق، الذي كان من عشاق لعبة الجولف. أخبره الرئيس ضياء الحق أنها ستكون فكرة جيدة، أن تجعل دبي مركزاً لشركات النفط وغيرها من الشركات الكبرى التي لها عمليات في الشرق الأوسط. وفي نهاية المطاف، ومن أجل الحصول على الموافقة النهائية، نقل الشيخ محمد الفكرة إلى أخيه الأكبر، حاكم دبي الجديد، صاحب السمو مكتوم بن راشد آل مكتوم. أعطى الشيخ مكتوم موافقته وقام الشيخ محمد على الفور بتخصيص ما يقرب من 175 فدانًا (71 هكتارًا) من الكثبان الرملية لملعب الجولف المقترح والنادي والمجلس ومنطقة الصيانة التي تقع على بعد أميال قليلة من وسط المدينة.
انتهى من مجمع ملعب الجولف وافتتح للعمل في عام 1988. وحضر الرئيس محمد ضياء الحق حفل الافتتاح، وقدم بقميص جولف متين ومضرب جولف بعمود ذهبي حتى يتمكن من ضرب الكرة الأولى، لصالح النادي. الافتتاح أمام حشد كبير. قطعت القيادة حوالي 200 ياردة (180 مترًا) أسفل منتصف نطاق القيادة. كان الافتتاح واحدًا من آخر الظهورات الشخصية التي قام بها الرئيس ضياء الحق، حيث اغتيل في نفس العام عندما انفجرت طائرته عند إقلاعها في باكستان.

## الأحداث
دبي ديزرت كلاسيك، حدث الجولة الأوروبية بمحفظة بقيمة 3 ملايين دولار أمريكي هو حدث سنوي يلعبه النادي. يتم أيضًا لعب أوميغا دبي ليديز كلاسيك، وهو حدث خاص بالجولة الأوروبية للسيدات، في النادي. أقيم أول حدث في دبي ديزرت كلاسيك في عام 1989.
لوكاس هربرت من أستراليا يفوز بنهائي بطولة أوميغا دبي ديزرت كلاسيك في نادي الإمارات للغولف يوم 26 يناير 2020.